# Ceux qui partent d'Omelas
Ceux qui partent d'Omelas (titre original : The Ones Who Walk Away from Omelas) est une nouvelle philosophique publiée en 1973 et écrite par l'autrice de science-fiction américaine Ursula K. Le Guin. Le narrateur dépeint, par des descriptions vagues mais vivantes, un festival d'été dans la ville utopique d'Omelas, dont la prospérité dépend de la misère perpétuelle d'un seul enfant. Ceux qui partent d'Omelas est nommé pour le prix Locus de la meilleure nouvelle en 1974 et remporte le prix Hugo de la meilleure nouvelle courte en 1974 . La nouvelle est traduite en français et publiée par les éditions Seghers en 1975 dans l'anthologie La Frontière avenir.

## Résumé
Omelas est une ville utopique dont le seul repère temporel est le premier jour de l'été. À Omelas, le solstice d'été est célébré par une fête glorieuse et une course mettant en scène des jeunes à cheval. L'atmosphère vibrante du festival, cependant, semble être une caractéristique quotidienne de la communauté heureuse, dont les citoyens, bien que limités dans leur technologie de pointe et leurs ressources communautaires (plutôt que privées), sont toujours intelligents, sophistiqués et cultivés (il ne s'agit pas de gens simples). Omelas n'a ni roi, ni soldats, ni prêtres, ni esclaves. L'économie, la politique et les aspects sociaux précis ne sont pas mentionnés, le narrateur étant incertain des détails. 
Bien qu'Omelas semble une ville de conte de fées, agréable, le narrateur dévoile son unique atrocité : le bonheur de cette ville dépend de la misère et des malheurs perpétuels d'un seul enfant. 
Les citoyens, une fois assez âgés pour connaître la réalité, l'acceptent (bien qu'initialement choqués) pour assurer le bonheur de la ville. Cependant, certains citoyens, jeunes et vieux, quittent la ville après avoir vu l'enfant. Chacun est seul, et personne ne sait où il va, mais personne ne revient. Cette nouvelle se termine par : Mais ils semblent savoir où ils vont, ceux qui s'éloignent d'Omelas.

## Inspiration et thèmes
Ursula K Le Guin déclare que la prononciation est « ômèlasse ». Le Guin a trouvé le nom de la ville en voyant un panneau routier pour Salem, Oregon, dans un rétroviseur de voiture. « [… Les gens me demandent] 'D'où vous viennent vos idées, Madame Le Guin ?' D'oublier Dostoïevski et de lire les panneaux routiers à l'envers, naturellement. Où d'autre ? »
« L'idée centrale de ce psychomythe, le bouc émissaire », écrit Le Guin, « se retrouve dans les Frères Karamazov de Dostoïevski, et plusieurs personnes m'ont demandé, assez méfiant, pourquoi j'en attribuais le crédit à William James. Le fait est que je n'ai pas pu relire Dostoïevski, bien que je l'aimais, depuis l'âge de vingt-cinq ans, et j'avais simplement oublié qu'il en avait utilisé l'idée. Mais quand je l'ai rencontré dans « Le philosophe moral et la vie morale » de James, c'était avec un choc de reconnaissance ».

## Publication et héritage
Cette nouvelle de Le Guin est initialement publiée dans New Dimensions 3, une anthologie de science-fiction à couverture rigide éditée par Robert Silverberg, en octobre 1973. Elle est réimprimée dans Aux douze vents du monde de Le Guin en 1975 et appartient souvent à d'autres anthologies. Il est également apparu sous la forme d'un livre à couverture rigide de 31 pages publié indépendamment pour les jeunes adultes en 1993 . 
Il a été republié dans le deuxième volume de l'anthologie de nouvelles The Unreal and the Real en 2014. Présentant le court ouvrage de sa collection de 2012 The Unreal and the Real, Volume Two, Le Guin déclare que « Ceux qui partent d'Omelas a une longue et heureuse carrière d'être utilisé par les enseignants pour bouleverser les élèves et les faire se disputer férocement sur la morale ».
Un commentaire de 2017 dans le magazine de science-fiction en ligne Tor.com a suggéré que l'histoire explorait et remettait en question les conceptions du genre littéraire autant que celles de l'éthique, et a déclaré qu'elle « a du punch pour une œuvre aussi courte ».
En 2020, Thibaut Giraud, vulgarisateur et docteur en philosophie, propose une nouvelle traduction en français de cette nouvelle. Il qualifie son œuvre de référence en philosophie morale. Elle est souvent interprétée comme une critique de l'utilitarisme, d'une part évoquant le bouc-émissaire, d'autre part (selon Thibaut Giraud, c'est une réflexion moins évidente) mettant en scène les gens qui, en partant d'Omelas, ne rendent pourtant pas service à l'enfant bouc-émissaire. Il s'agit, pour ces gens, de refuser une culpabilité. Le seul choix est, pour les habitants d'Omelas, de jouir ou non du bonheur causé par la torture de l'enfant (sans pouvoir l'aider). Si partir n'a pas de sens d'un point de vue utilitariste, cela peut pourtant sembler le bon choix, le choix le plus moral. Cette critique de l'utilitarisme est donc, selon Thibaut Giraud, plus intéressante et originale qu'une simple dénonciation du bouc-émissaire.